# Siboptera eurydictyon
Siboptera eurydictyon là một loài côn trùng trong họ Mesoraphidiidae thuộc bộ Raphidioptera. Loài này được Ponomarenko miêu tả năm 1993.